# Шмыглевский, Юрий Дмитриевич
Юрий Дмитриевич Шмыглевский (27 апреля 1926 года, Москва — 27 сентября 2007 года, Москва) — советский и российский учёный в области прикладной математики. Основные труды в области гидрогазодинамики.

## Биография
Родился в семье служащих. Отец, Дмитрий Васильевич, происходил из белорусских крестьян, до революции 1917 года работал учителем, служил в армии. При Советской власти работал начальником центрального архива союзного министерства. Мать, Анна Ивановна, родилась в Москве в семье рабочего, работала в государственных учреждениях, затем была домохозяйкой.
В 1941 году был эвакуирован из Москвы вместе с родителями в Горький, а затем в Челябинск, где продолжил учёбу в средней школе. Одновременно работал слесарем-ремонтником на электростанции и помощником диспетчера Челябэнерго.
В 1943 году поступил в Московский авиационный институт, который окончил в 1949 году, получив диплом с отличием. Был направлен на работу в Центральный аэрогидродинамический институт имени проф. Н. Е. Жуковского (ЦАГИ). Там он, под руководством А. А. Дородницына, за короткое время сумел выполнить несколько важных работ по аэродинамике, которые были опубликованы в трудах ЦАГИ.
В 1951 году был переведён в Математический институт им. В. А. Стеклова АН СССР, в 1953—1955 годах работал в Отделении прикладной математики того же института, под руководством академика М. В. Келдыша. Вместе с П. И. Чушкиным и О. Н. Кацковой выполнял расчётные работы в связи с разработкой отечественного ядерного оружия.
С 1955 года работает в Вычислительном центре АН СССР под руководством А.А. Дородницына, начальник отдела лаборатории подготовки задач для решения на ЭВМ (с 1955 до 1959 года), а затем заведующий лабораторией программирования № 2. С 1961 года заведующий лабораторией газовой динамики. В дальнейшем лаборатория была переименована в отдел механики сплошных сред, который он возглавлял до 1991 года. С 1991 года до последних дней своей жизни работал в этом отделе в должности главного научного сотрудника.

## Научные результаты
Работая в ЦАГИ, выполнил расчёт обтекания тел вращения без протока сверхзвуковым потоком газа при нулевом угле атаки. Решил задачу о построении тела вращения по заданному распределению давления на его поверхности. Развил метод расчёта течения в окрестности излома образующей границы тела.
Решение вариационных задач сверхзвуковой газовой динамики легло в основу его диссертаций: кандидатской (1957 год, ВЦ АН СССР) и докторской (1963 год, Институт механики АН СССР).
Исследования по динамике излучающего газа, аналитические исследования вязких течений и вихревых образований несжимаемой жидкости, общих свойств уравнений Навье-Стокса, численных методов расчёта обтекания тел потоком сжимаемого вязкого и теплопроводного газа.

## Награды, членство, почётные звания
- Премия имени Н. Е. Жуковского (1963).
- Сталинская премия второй степени (1951) — за исследования в области аэродинамики.
- Государственная премия СССР (1978) — за работы в области ракетостроения.

Автор научного открытия (1997, в соавторстве с Л. Е. Стерниным).
член Российского национального комитета по теоретической и прикладной механике.
Заслуженный деятель науки Российской Федерации.

### Мемуары
Занятный эпизод / М. В. Келдыш. Творческий портрет по воспоминаниям современников. — М.: Наука, 2001. — С. 285—286.
О своём научном руководителе
- Белоцерковский О. М., Кибель И. А., Моисеев Н. Н., Христианович С. А., Чушкин П. И., Шмыглевский Ю. Д. Анатолий Алексеевич Дородницын (к пятидесятилетию со дня рождения) // УМН, 16:2(98) (1961), С. 189–196.

## Увлечения
Занимался переводами современной английской художественной литературы, перевёл почти все вышедшие в свет романы Фаулза и даже поддерживал с автором переписку.